# Santuário de Nossa Senhora do Cabo Espichel

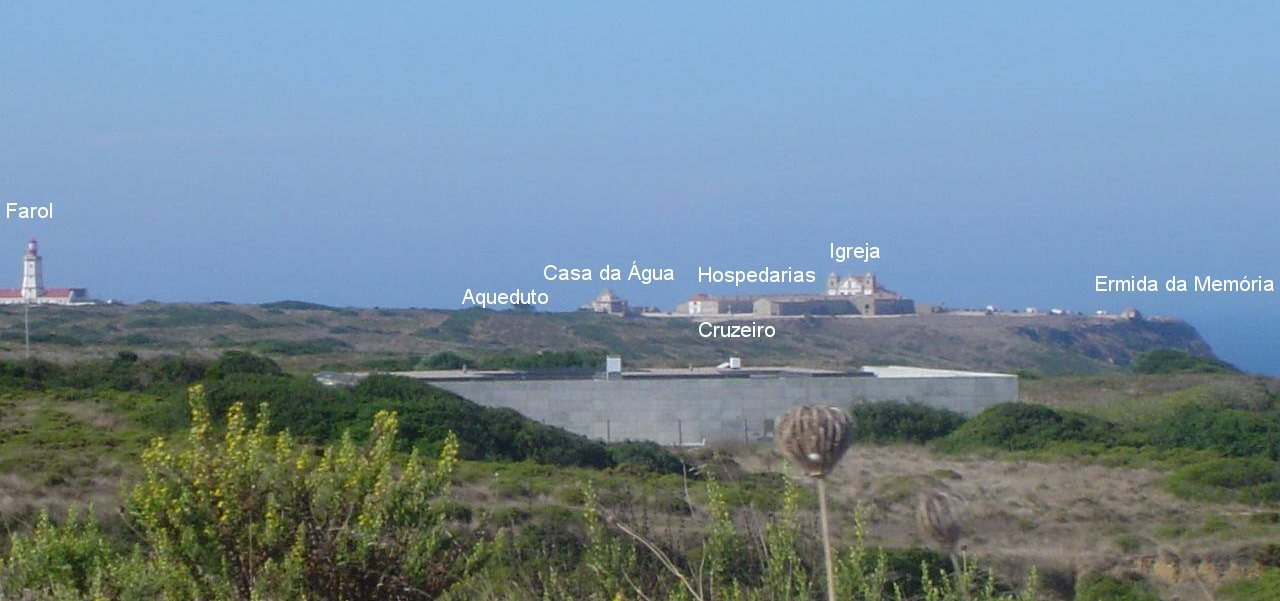
Santuário de Nossa Senhora do Cabo Espichel

O Santuário de Nossa Senhora do Cabo Espichel, também conhecido por Santuário de Nossa Senhora da Pedra da Mua, inserido no parque natural da Arrábida, situa-se no Cabo Espichel, município de Sesimbra, freguesia do Castelo, Distrito de Setúbal.
O Conjunto da Igreja de Nossa Senhora do Cabo, a Casa dos Círios e o Terreiro está classificado desde 1950 como Imóvel de Interesse Público.

## História
Há mais de 600 anos, em meados do século XIV, foi construída uma ermida para guardar uma imagem da Virgem, venerada há muito em cima do rochedo onde foi encontrada. À sua volta foram crescendo modestas casas para receber os peregrinos que aqui demandavam, dando mais tarde (1715) lugar à construção das hospedarias com sobrados e lojas, também conhecidas por Casa dos Círios.
Ao Santuário da Senhora do Cabo afluíram desde a Idade Média vários e numerosos grupos de círios (grandes grupos de peregrinos, organizados em romarias colectivas). Foi ao designado Círio Saloio (iniciado em 1430 e constituído por 30 freguesias da zona a norte de Lisboa, reduzidas a 26 no séc. XVIII) que coube a construção de grande parte das hospedarias, conforme pode-se ler numa lápide na parede das hospedarias do lado norte: "Casas de N. Sra. de Cabo feitas por conta do Sírio dos Saloios no ano de 1757 p. acomodação dos mordomos que vierem dar bodo".

## Conjunto arquitectónico do Santuário

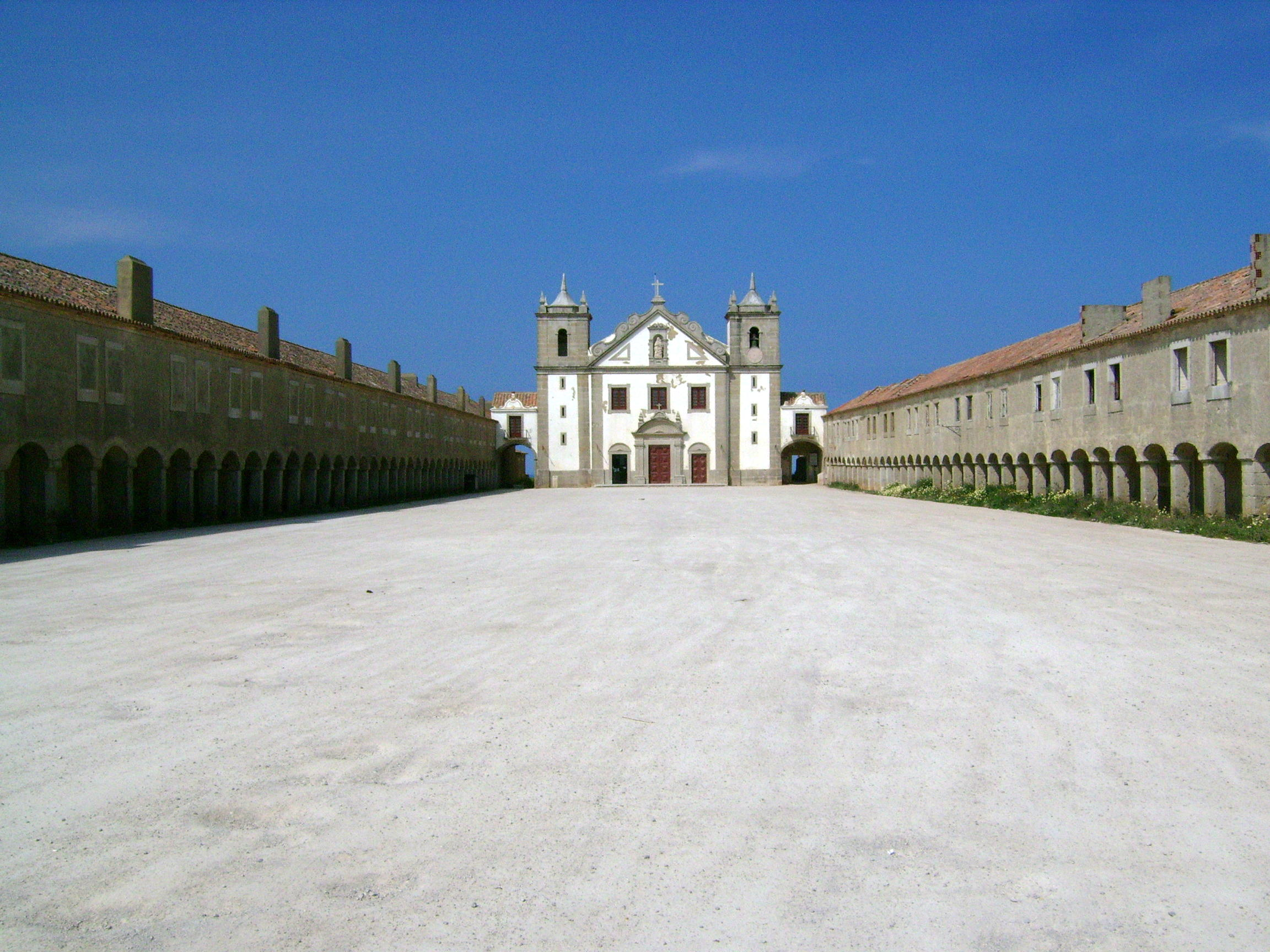
Terreiro - Cabo Espichel- Sesimbra

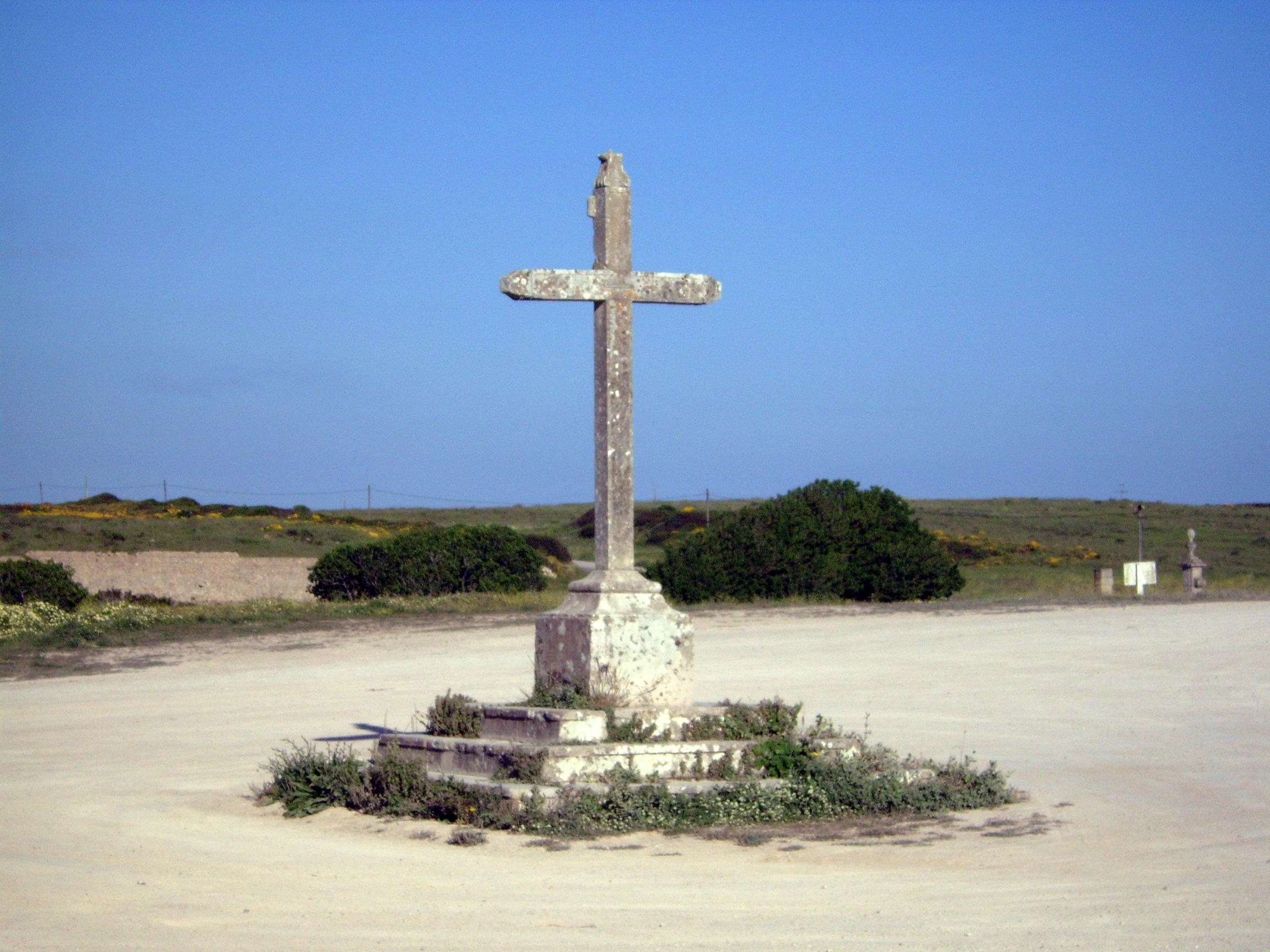
Cruzeiro - Cabo Espichel - Sesimbra

A Igreja de Nossa Senhora do Cabo, iniciada em 1701 e sagrada em 1707, está de costas para o mar. O interior da igreja é decorado com mármores coloridos e um tecto pintado em arquitectura perspectivada, da autoria de Lourenço da Cunha (1740). Também no interior da igreja encontra-se um órgão com características de finais do séc. XVIII/princípios do séc. XIX, eventualmente feito na oficina de Joaquim António Peres Fontanes.
De cada lado da igreja há uma fila de alojamentos para peregrinos, chamados Casa dos Círios ou simplesmente Hospedarias, que formam o terreiro ou arraial. No seu início ergue-se um cruzeiro,  local onde começa verdadeiramente o Santuário.
Junto à igreja fica a Ermida da Memória, um pequeno templo implantado na escarpa do promontório, com silhares de painéis de azulejos azuis e brancos historiados, do séc. XVIII. No exterior, encontram-se dois registos azulejares, extremamente degradados por vandalismo.
Junto às hospedarias ficam as ruínas da Casa da Ópera, edificada pelo círio de Lisboa.
Fora do espaço propriamente dito do Santuário de Nossa Senhora do Cabo, mas ainda dentro do conjunto, encontram-se a Casa da Água e o Aqueduto do Cabo Espichel, edificações muito importantes para o Santuário, pois levavam água potável até ele.